# Diocesi di Maronana
La diocesi di Maronana (in latino: Dioecesis Maronanensis) è una sede soppressa e sede titolare della Chiesa cattolica.

## Storia
Maronana, forse identificabile con le rovine di Ain Melloul nell'odierna Algeria, è un'antica sede episcopale della provincia romana della Mauritania Sitifense.
Unico vescovo conosciuto di questa diocesi africana è Inventino, il cui nome appare al 26º posto nella lista dei vescovi della Mauritania Sitifense convocati a Cartagine dal re vandalo Unerico nel 484; Inventino, come tutti gli altri vescovi cattolici africani, fu condannato all'esilio.
Dal 1933 Maronana è annoverata tra le sedi vescovili titolari della Chiesa cattolica; dall'8 febbraio 2023 il vescovo titolare è Anthony Celino, vescovo ausiliare di El Paso.

## Cronotassi

### Vescovi residenti
- Inventino † (menzionato nel 484)

### Vescovi titolari
- Rosario L. Brodeur † (15 ottobre 1966 - 20 gennaio 1971 dimesso)
- Estanislau Amadeu Kreutz † (10 giugno 1972 - 21 dicembre 1973 nominato vescovo di Santo Ângelo)
- George Edward Rueger † (16 gennaio 1987 - 6 aprile 2019 deceduto)
- José Bolivar Piedra Aguirre (20 maggio 2019 - 21 settembre 2022 nominato vescovo di Riobamba)
- Anthony Celino, dall'8 febbraio 2023